# نزیه تونجای
نزیه تونجای (به ترکی استانبولی: Nezih Tuncay) (زادهٔ ۱۹۴۵ در استانبول – درگذشتهٔ ۲۰۱۶ در استانبول) بازیگر ترکیه‌ای تئاتر، تلویزیون و سینما است. سریال حلالم کن (۲۰۰۷) با نقش‌آفرینی وی از آذر ماه ۱۳۸۸ خورشیدی از شبکهٔ ۲ سیمای جمهوری اسلامی ایران آغاز به پخش کرد. وی در ۲۹ ژوئن ۲۰۱۶ درگذشت.